# Mariosousa
Mariosousa là một chi thực vật có hoa trong họ Đậu.